# Plataforma Democracia Real Ya

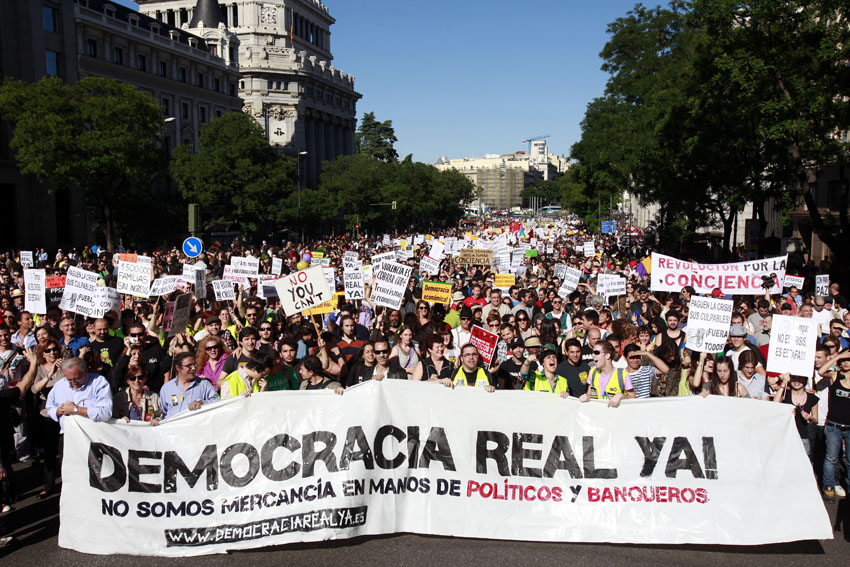
Protestplakat der Bewegung

¡Democracia Real YA! (spanisch für Echte Demokratie Jetzt!) ist eine Graswurzelbewegung, die als Initiator der Proteste in Spanien 2011/2012 gilt.
Es handelt sich dabei um eine soziale Bewegung, die sich selbst als überparteilich, nicht gewerkschaftlich, friedlich, unideologisch, aber nicht apolitisch definiert.

## Entstehung
Die Bewegung ist in den ersten Monaten des Jahres 2011 im Internet, besonders in den sozialen Netzwerken, entstanden und aus einem Zusammenschluss von etwa 200 kleineren Gruppierungen im Januar 2011 hervorgegangen.
Die Bewegung hat sich seit ihrer Gründung vor allem über drei Gruppen organisiert, welche besonders betroffen sind: Arbeitslose, vertriebene Menschen, die nicht in der Lage waren, die Ratenzahlungen der Hypotheken zu leisten, und Jugendliche, die sich selbst als „die prekäre Jugend“ bezeichnen. Im März 2011 veröffentlichte die Plattform ein Manifest, das ihre Position und ihre Ziele zusammenfasst. Bei den Demonstrationen der Bewegung am 15. Oktober 2011 kam es zu Synergien mit Occupy.

## Ziele
Neben Demokratie setzt sich die Bewegung unter anderem für Gleichheit, Freiheit und Nachhaltigkeit ein, und kritisiert dabei die spanische Regierung und das wirtschaftliche System Spaniens. Sie zählte zu den Organisationen, die zu den Protesten am 15. Mai 2011 aufgerufen haben und sie unterstützt die daraus entstandenen acampadas (Camps), wenngleich sie nicht dazu aufgerufen hat.
Sie ist der Auffassung, dass die Bürger von den gegenwärtigen Politikern weder vertreten noch erhört werden und sie fordert einen Kurswechsel in der Sozialpolitik und in der Wirtschaft, die im Kontext der Wirtschaftskrise von 2008–2011 zahlreiche Menschen in die Arbeitslosigkeit oder Prekarität geführt hat. Darüber hinaus klagt sie die Praktiken der großen Konzerne an und entwirft eine Reihe von Forderungen.

## Von der Plattform initiierte Demonstrationen
Beeinflusst durch das Manifest Empört Euch! von Stéphane Hessel sowie das Buch Reacciona (Reagiere) von Rosa María Artal rief die Bewegung in 50 spanischen Städten zu Demonstrationen am 15. Mai 2011 auf. Sie forderte eine Erneuerung des demokratischen Prozesses und klagte die politische Korruption und die neoliberale Politik an.
Am 15. Mai protestierte die spanische Zivilgesellschaft in mehr als 50 Städten gegen die Politiker und das Wirtschaftssystem. Vorbild waren die Ausschreitungen in Griechenland 2008, die Revolutionen und Proteste im Rahmen des Arabischen Frühlings sowie die von der isländischen Finanzkrise ausgelösten Proteste, die zu juristischen Schritten gegen mutmaßlich verantwortliche Banker führten. Ohne jegliche Werbeunterstützung – weder von Parteien, noch von Gewerkschaften – demonstrierten Zehntausende Bürger friedlich unter dem Motto „Echte Demokratie Jetzt! Wir sind keine Ware in den Händen von Politikern und Bankern“.